# Tropidia triloba
Tropidia triloba är en orkidéart som beskrevs av Johannes Jacobus Smith. Tropidia triloba ingår i släktet Tropidia och familjen orkidéer. Inga underarter finns listade i Catalogue of Life.